# 輕鬆+愉快
《輕鬆+愉快》（英語：Free and Easy），是耿軍執導的一部中國劇情片，並獲得2017年日舞影展評審團特別獎。

## 演員
- 張志勇 飾 推銷員
- 徐剛 飾 和尚
- 薛寶鶴 飾 看樹人
- 顧本彬 飾 基督徒
- 王旭旭 飾 陳靜
- 張迅 飾 警察甲

## 獎項
| 年份   | 名稱         | 獲提名                                     | 獎項             | 結果 |
| ------ | ------------ | ------------------------------------------ | ---------------- | ---- |
| 2017年 | 日舞影展     | 輕鬆+愉快                                  | 評審團特別獎     | 獲獎 |
| 2017年 | 第54屆金馬獎 | 布萊克芬電影有限公司 悠藍傳媒香港有限公司  | 最佳劇情片       | 提名 |
| 2017年 | 第54屆金馬獎 | 耿軍                                       | 最佳導演         | 提名 |
| 2017年 | 第54屆金馬獎 | 王維華                                     | 最佳攝影         | 提名 |
| 2017年 | 第54屆金馬獎 | 《搖籃曲》詞：梁龍／曲：二手玫瑰／唱：梁龍 | 最佳原創電影歌曲 | 提名 |

## 外部連結
- 互联网电影数据库（IMDb）上《輕鬆+愉快》的资料（英文）
- 開眼電影網上《輕鬆+愉快》的資料（繁體中文）